# Narciso Ibáñez Serrador
Narciso Ibáñez Serrador   (Montevideo, 4 de juliol de 1935 - Madrid, 7 de juny de 2019), també conegut com a Chicho Ibáñez Serrador o Luis Peñafiel (el pseudònim amb què signava els seus guions), fou un realitzador de cinema i televisió, director teatral, actor i guionista uruguaià nacionalitzat espanyol. Va destacar per la seva contribució al cinema fantàstic i de terror en castellà, així com pels programes que va dirigir per Televisió Espanyola, com Historias para no dormir, Historia de la frivolidad i Un, dos, tres... responda otra vez. Fou admirador d'Alfred Hitchcock, de qui va intentar seguir els passos, segons va confessar ell mateix. És l'únic fill dels seus pares, Narciso Ibáñez Menta i Pepita Serrador.

## Biografia

### Inicis
Narciso Ibáñez va néixer el 1935 a Montevideo, i des de ben petit va viure de prop el món de l'actuació: el seu pare va ser el director teatral espanyol Narciso Ibáñez Menta, mentre que la seva mare era l'actriu argentina Pepita Serrador. Va passar tota la infantesa a l'Amèrica Llatina acompanyant els seus pares durant les gires teatrals i, amb 8 anys, va interpretar el seu primer paper doblant, per tot el món hispanoparlant, el conill Tambor a la pel·lícula Bambi.
El 1947, va anar-se'n a viure a Espanya, on va estudiar el batxillerat a la ciutat de Salamanca. Allà va començar a col·laborar amb la companyia de teatre de la seva mare i, el 1951, va debutar com a actor. Va guionitzar i escriure obres de teatre i va ser director teatral debutant amb The Glass Menagerie de Tennessee Williams. Durant la dècada de 1950, va treballar a la ràdio escrivint obres radiofòniques amb el pseudònim de Luis Peñafiel i realitzant-hi programes divulgatius com ara Los premios Nobel o Cuentos para mayores, que es van estrenar tant a Espanya com a Amèrica Llatina.
A la segona meitat dels anys cinquanta, va començar a col·laborar amb el seu pare, que aleshores treballava a la televisió de l'Argentina, realitzant la sèrie Obras maestras del terror, consistent en adaptacions de relats d'Edgar Allan Poe i Robert Louis Stevenson. El 1962 va crear una altra sèrie, Mañana puede ser verdad, una primera incursió en la ciència-ficció.

### Començament a la televisió d'Espanya
El 1963, amb els seus pares, va representar a Espanya l'obra de teatre, de la què també n'era autor, Aprobado en inocencia, que havia estrenat a l'Argentina tres anys enrere.
Aquell mateix any va començar a treballar a Televisió Espanyola, adaptant clàssics de la literatura universal a programes com ara Estudio 3. Aviat es va adonar que els episodis que tenien més acceptació entre els espectadors eren els de suspens, terror i ciència-ficció, i per això el 1964 va crear una nova versió de Mañana puede ser verdad, on s'oferien adaptacions i històries pròpies, com ara Los Bulbos i N.N.23. Al mateix temps va dirigir i protagonitzar la sèrie La historia de San Michele, basada en el llibre d'Axel Munthe.
Tanmateix, el seu primer gran èxit va ser el programa Historias para no dormir, que va començar el 1965 i va tenir tres temporades, amb moltes reposicions. El mateix Chicho hi presentava als espectadors, amb un toc d'humor, episodis de terror que eren adaptacions de clàssics de la literatura i obres pròpies. Per un d'aquests capítols (El asfalto), basat en un relat de Carlos Buiza, va rebre la Nimfa d'Or al millor guió del Festival de Televisió de Montecarlo el 1967, fet que va significar també el primer premi internacional de la història de Televisió Espanyola.
El 1968 va realitzar i escriure amb Jaime de Armiñán el programa humorístic Historia de la frivolidad, un programa especial interpretat per Irene Gutiérrez Caba que va ser ben rebut per la crítica, malgrat haver-se estrenat de forma semiclandestina, i en què, a través d'un seguit d'escenes còmiques, s'hi parodiava l'actuació de la censura, fet que va comportar reconeixements internacionals com ara una altra Nimfa d'Or a Montecarlo.

### L'èxit deUn, dos, tres...
Després d'aquests dos èxits i del seu primer Premi Ondas el 1969 com a "millor autor", va realitzar altres programes per Televisió Espanyola i es va centrar en la seva primera pel·lícula, La residencia (1969). El 1970 va estrenar al Teatro Lara, de Madrid, la comèdia en dos actes El agujerito, publicada sota el seu pseudònim Luis Peñafiel, i que va interpretar junt amb Mari Carmen Prendes, Beatriz Savón, Marta Puig, Conchita Goyanes i Bárbara Lys.
El 1972 va iniciar el programa amb què es va donar a conèixer a tot Espanya, Un, dos, tres... responda otra vez, un concurs presentat per Kiko Ledgard i amb Valentín Tornos com a Don Cicuta en l'anomenada amistosament "part negativa" del programa. El concurs va ser un gran èxit d'audiència i acceptació, i va tenir deu etapes presentades, a més de per Kiko, per Mayra Gómez Kemp, Jordi Estadella, Miriam Díaz-Aroca, Josep Maria Bachs i Luis Larrodera. Se'n van arribar a gravar 411 programes al llarg de tres dècades, i el format es va vendre internacionalment a països com ara Portugal el 1984, Regne Unit el 1978, Països Baixos el 1976 i Alemanya. Chicho va fer d'assessor de totes aquestes versions internacionals aportant-hi guions fets a Espanya perquè s'anessin adaptant a cada país.
Televisió Espanyola el va nomenar Director de Programes el 1974, però ell va dimitir poques setmanes més tard. Durant aquest temps, va compaginar l'èxit de Un, dos, tres... amb noves adaptacions de novel·les com ara El televisor, interpretada pel seu pare, o la sèrie radiofònica Historias para imaginar de Ràdio Nacional d'Espanya. El 1976 va rodar la pel·lícula de terror ¿Quién puede matar a un niño?, basada en la novel·la de Juan José Plans El juego de los niños, que es va estrenar internacionalment.

### Nous espais
Durant la Transició espanyola, va seguir elaborant programes per l'ens públic, molts dels quals, com ara Mis terrores favoritos o una nova temporada de Historias para no dormir, es van emetre a la segona cadena de Televisió Espanyola, que aleshores tenia una audiència marginal, i no van tenir l'èxit esperat.
Després de la cancel·lació de la temporada de Historias para no dormir, es va centrar en Un, dos, tres..., presentat en aquella etapa per Mayra Gómez Kemp (del 1982 al 1988, l'etapa més llarga del programa) i on es van donar a conèixer entre altres Kim Manning, Sílvia Marsó i Lydia Bosch. Durant aquells sis anys, el programa va aconseguir les millors audiències de la seva història.
Més endavant, va dirigir nous programes significatius a Televisió Espanyola: el 1989 el concurs sobre el món animal Waku Waku (presentat aleshores per Consuelo Berlanga i que es tornaria a emetre el 1998 amb Núria Roca, i el 2003 amb el nom Jimanji Kanana), el 1990 Hablemos de sexo (el primer programa sobre sexologia d'Espanya, presentat per la doctora Elena Ochoa i que va fer a Chicho guanyar el seu tercer premi Ondas aquell any).
Havent dirigit el programa de successos Luz roja el 1994, va obtenir un altre èxit d'audiències el 1995 amb El semáforo, una adaptació del programa italià La Corrida (de Canale 5) presentada per Jordi Estadella i en què artistes novells havien de sotmetre's al veredicte del públic, que valorava amb aplaudiments o cassolades cada actuació. Va durar dues temporades i se'n van emetre 72 programes entre el 1995 i el 1997.

### En el segle XXI
El 2001 va tornar al teatre com a actor i director amb una representació de l'obra Aprobado en castidad, de què n'és autor amb el pseudònim de Luis Peñafiel i que havia escrit el 1952 i publicat per primer cop a Espanya el 1964 amb el títol de Aprobado en inocencia: Un mes de vacaciones en dos actos cada uno de ellos dividido en dos cuadros.
El 2002 va guanyar el Premi Lope de Vega de teatre amb l'obra El águila y la niebla. Historia clínica en dos partes, protagonitzada per Luis Merlo i Paula Sebastián.
El 2004, anys després de l'última temporada de Un, dos, tres..., Televisió Espanyola va recórrer a Chicho per impulsar la seva programació, amb l'espai Un dos tres... a leer esta vez, enfocat a incentivar la lectura i presentat per Luis Larrodera (llavors anomenat Luis Roderas). Encara que les primeres setmanes el programa va ser líder d'audiència, més endavant el seu share va anar caient i no va arribar a gravar-se'n una segona temporada. Aquell mateix any va rebre el Premi Ondas a tota una vida.
El 2005, la cadena privada Telecinco li va demanar que gravés diverses pel·lícules de televisió amb el títol col·lectiu Películas para no dormir, en què va col·laborar amb directors com ara Álex de la Iglesia o Enrique Urbizu. Tanmateix, la cadena no es va decidir a emetre-les fins al 2007, i a les poques setmanes l'espai es va relegar als canals de TDT del grup. Abans, les pel·lícules havien estat publicades en un pack de DVD.
El 2006, la cadena autonòmica Castilla-La Mancha TV (CMT) va emetre un programa concurs de 25 minuts de durada en què els concursants, damunt d'un gran elefant i vestits a l'estil d'Aladí, associaven imatges per demostrar que tenien molta memòria. El presentava Patricia Pérez. El desembre, Chicho va aparèixer a la Gala 50 años de TVE, presentada per Anne Igartiburu, Laura Valenzuela i Paula Vázquez, on el van premiar.
Després d'aquests papers, va aparcar la televisió durant un temps. El 2009 va rebre un homenatge a la Seminci de Valladolid, on va acudir personalment, i pel Festival de Cinema d'Alacant per la seva contribució al cinema fantàstic i de terror. El 2010 va rebre el Premi Nacional de Televisió del Ministeri de Cultura d'Espanya en reconeixement de tota la seva trajectòria. Va morir a Madrid amb 83 anys, el 7 de juny de 2019. Volgué ésser enterrat a Granada, vora la tomba de sa mare.

## Filmografia

### Cinema
- Obras maestras del terror (1960) (Guió).
- Todo el año es Navidad (1960) (Actor).
- La residencia (1969) (Director).
- ¿Quién puede matar a un niño? (1976) (Director).
- Nadie Inquietó Más - Narciso Ibáñez Menta (2009) (Entrevistat).

### Televisió
- Mañana puede ser verdad (1962).
- Estudio 3 (1963).
- Historias para no dormir (1967-1969 i 1982).
- Historia de la frivolidad (1968).
- Un, dos, tres... responda otra vez (1972-1973, 1976-1978, 1982-1988, 1991-1994, 2004).
- El televisor (1974).
- Waku Waku (1989).
- Hablemos de sexo (1990).
- Luz roja (1994).
- El semáforo (1995-1997).
- Jimanji Kanana (2003).
- Un, dos, tres... a leer esta vez (2004).
- La Culpa (2006).
- Memoria de elefante (2007).